# Jan Denef
Jan Denef est un mathématicien belge né le 4 septembre 1951 à Malines, professeur de mathématiques à la Katholieke Universiteit Leuven. Il est l'un des orateurs du congrès international des mathématiciens en 2002.

## Travaux de recherche
Spécialisé en théorie des modèles, théorie des nombres et géométrie algébrique, il est renommé pour ses travaux précurseurs sur le dixième problème de Hilbert. Avec François Loeser, il a développé la théorie de l'intégration motivique introduite par Maxime Kontsevitch.